# Coupe de Paris 1939
La Coupe de Paris 1939 ou Grand Prix automobile de Paris 1939 est un Grand Prix automobile qui s'est tenu sur l'Autodrome de Linas-Montlhéry le 7 mai 1939.

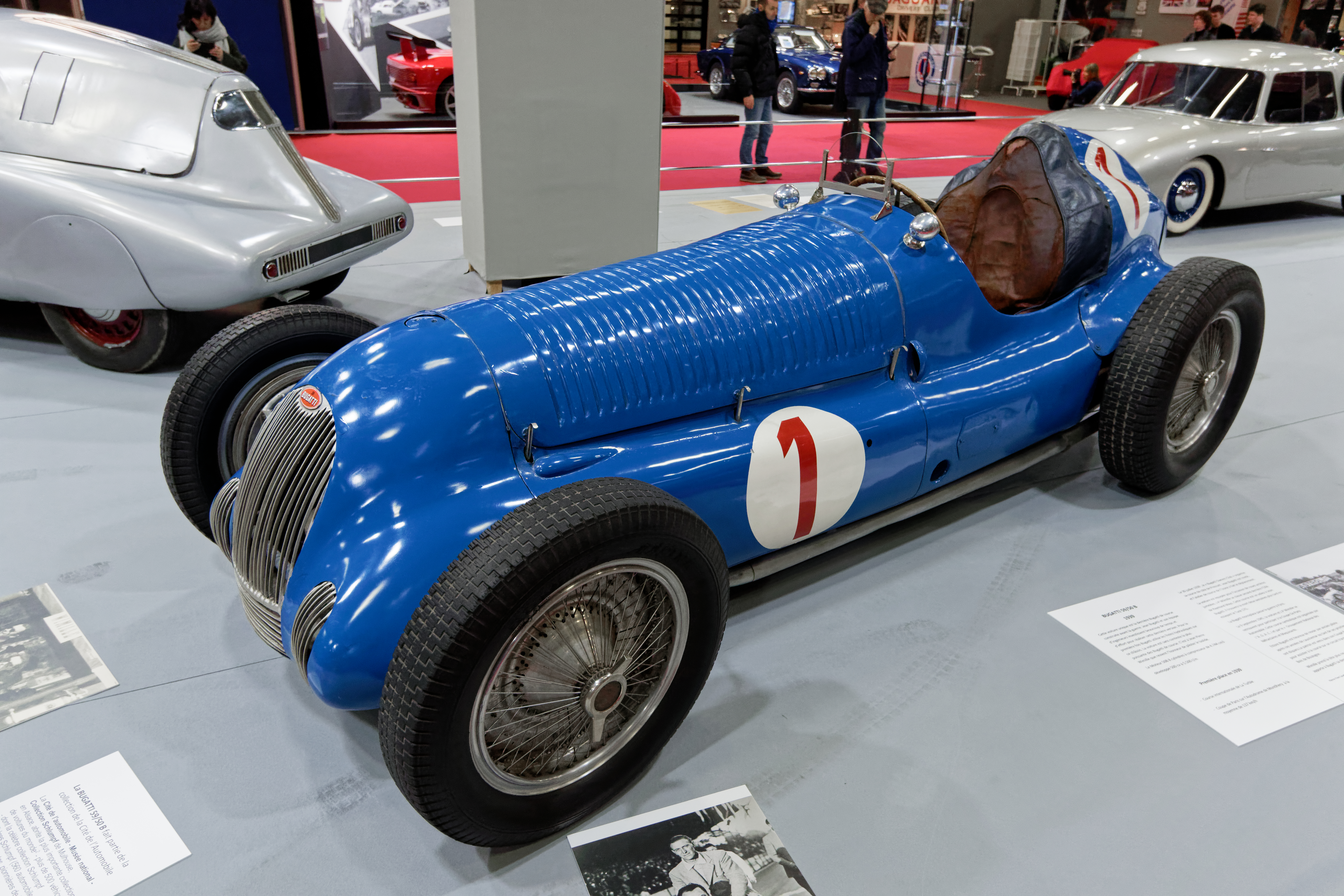
La Bugatti 59-50 B avec laquelle Jean-Pierre Wimille a remporté la Coupe de Paris 1939

## Classement de la course
| Pos. | no | Pilote                  | Écurie         | Châssis             | Tours | Temps/Abandon              | Grille | Catégorie |
| ---- | -- | ----------------------- | -------------- | ------------------- | ----- | -------------------------- | ------ | --------- |
| 1    | 59 | Jean-Pierre Wimille     | Privé          | Bugatti T59/50B     | 30    | 43 min 46 s 4 (137,1 km/h) | 1      | +5L       |
| 2    | 46 | Raymond Sommer          | Privé          | Alfa Romeo Tipo 308 | 30    | + 9 s                      | 3      | 3-5L      |
| 3    | 56 | René Le Bègue           | Privé          | Talbot MD 90        | 30    | + 45 s                     | 2      | 3-5L      |
| 4    | 57 | René Carrière           | Privé          | Talbot MD 90        | 29    | + 1 tour                   | 5      | 3-5L      |
| 5    | 37 | Roger Loyer             | Privé          | Maserati 6CM        | 28    | + 2 tours                  | 4      | 2-3L      |
| 6    | 49 | Pierre Levegh           | Privé          | Talbot 150C         | 28    | + 2 tours                  | 8      | 3-5L      |
| 7    | 50 | Joseph Paul             | Écurie Francia | Delahaye Type 135   | 28    | + 2 tours                  | 6      | 3-5L      |
| 8    | 51 | Marcel Contet           | Privé          | Delahaye Type 135   | 28    | + 2 tours                  |        | 3-5L      |
| 9    | 53 | Robert Mazaud           | Privé          | Delahaye Type 135   | 27    | + 3 tours                  |        | 3-5L      |
| 10   | 54 | René Biolay             | Privé          | Delahaye Type 135   | 27    | + 3 tours                  | 9      | 3-5L      |
| 11   | 55 | Georges Grignard        | Privé          | Delahaye Type 135   | 26    | + 4 tours                  |        | 3-5L      |
| 12   | 52 | Eugène Chaboud          | Écurie Francia | Delahaye Type 135   | 25    | + 5 tours                  |        | 3-5L      |
| 13   | 45 | Emmanuel de Graffenried | Privé          | Bugatti T55         | 24    | + 6 tours                  | 12     | 3-5L      |
| 14   | 43 | Fernande Roux           | Privé          | Amilcar             | 21    | + 9 tours                  |        | 2-3L      |
| 15   | 34 | Pierre La Boissière     | Privé          | Bugatti             | 20    | + 10 tours                 | 14     | 2-3L      |

- Légende: Abd.=Abandon - Np.=Non partant.